# Petra Gössi
Petra Christina Antonella Gössi (Lucerna, 12 de enero de 1976) es una abogada y política suiza. Actualmente es miembro del Consejo Nacional desde 2011. Anteriormente sirvió en el Consejo Cantonal de Schwyz entre 2004 y 2011. Desde 2006, ha sido miembro de la dirección del Partido Liberal Radical Suizo (FDP) y entre 2016 y 2021 fue presidenta de su partido.

## Biografía
Asistió al Gymnasium Immensee, donde completó su Matura. Posteriormente estudió Derecho en la Universidad de Berna y se graduó con una licenciatura. Completó una maestría en Investigación de Delitos Económicos en la Universidad de Ciencias Aplicadas y Artes de Lucerna. Desde marzo de 2021, está matriculada en la Universidad de San Galo para un Diploma en Gestión General.
En 2004, fue elegida para el Consejo Cantonal de Schwyz. A la edad de 32 años, se convirtió en presidenta del consejo y ocupó ese cargo hasta 2011, cuando fue elegida para el Consejo Nacional. También fue elegida como líder del FDP en Schwyz.
En 2016, Gössi sucedió a Philipp Müller como líder nacional del FDP, ejerciendo como tal hasta 2021 cuando fue sucedida por Thierry Burkart. Fue la segunda mujer en dirigir el partido.